# Michał Piotr Radziwiłł
Michał Piotr Radziwiłł herbu Trąby (ur. 17 maja 1853 w Szpanowie lub w Warszawie, zm. 17 listopada 1903) – polski arystokrata i filantrop.

## Życiorys
Wnuk Michała Gedeona Radziwiłła. Na chrzcie otrzymał imiona Michał Piotr Maria Józef. Był jedynym synem i spadkobiercą Karola Andrzeja Radziwiłła. W 1873 ukończył studia w Leuven, otrzymując tytuł magistra nauk politycznych i administracyjnych.
Po ojcu odziedziczył dobra Szpanów. Jego stryj hulaka Zygmunt Radziwiłł (1822–1892) odstąpił mu zaś mocno zrujnowane dobra nieborowskie. Dla podniesienia stanu gospodarczego obydwu majątków uruchomił w nich manufaktury w Szpanowie specjalizującą się w wyrobach z blachy mosiężnej i w meblarstwie, a w Nieborowie, w 1881 r., manufakturę majoliki. Jego zasługą było też odkupienie w 1893 historycznego parku Arkadia. Ponieważ był bezdzietny, swe majątki zapisał młodszemu kuzynowi Januszowi Radziwiłłowi.
Był człowiekiem wszechstronnie uzdolnionym – pisał wiersze, utwory sceniczne grane w amatorskich teatrach w Krakowie i Warszawie, nowele, rysował sceny z życia codziennego, zajmował się również projektowaniem mebli i naczyń z kolorowej blachy dla swej manufaktury w Szpanowie. Całe życie poświęcił sprawom publicznym, angażując swą energię, a także pieniądze, w działalność filantropijną i kulturalną. Był m.in. redaktorem i wydawcą „Biblioteki Warszawskiej”, publikował też w „Czasie” i w „Tygodniku Warszawskim”. Był prezesem Warszawskiego Towarzystwa Dobroczynności oraz członkiem Towarzystwa Zachęty Sztuk Pięknych. Założył przytułek dla bezdomnych chłopców przy ul. Starej w Warszawie, który nazwał „Nazaretem”.

## Upamiętnienie
- Michała Radziwiłła upamiętnia ulica Michałowska na Szmulowiźnie (Michałowie) w Warszawie[4].
- Małżeństwo Radziwiłłów upamiętnia jedna z tablic Praskiej Galerii Sław wmurowanych w chodnik ul. Stalowej w Warszawie w 2017 roku[5].
- Jedna z tablic epitafijnych w prezbiterium kościoła pw. Matki Bożej Bolesnej w Nieborowie poświęcona jest Michałowi Radziwiłłowi. Tablica epitafijna Nieborów

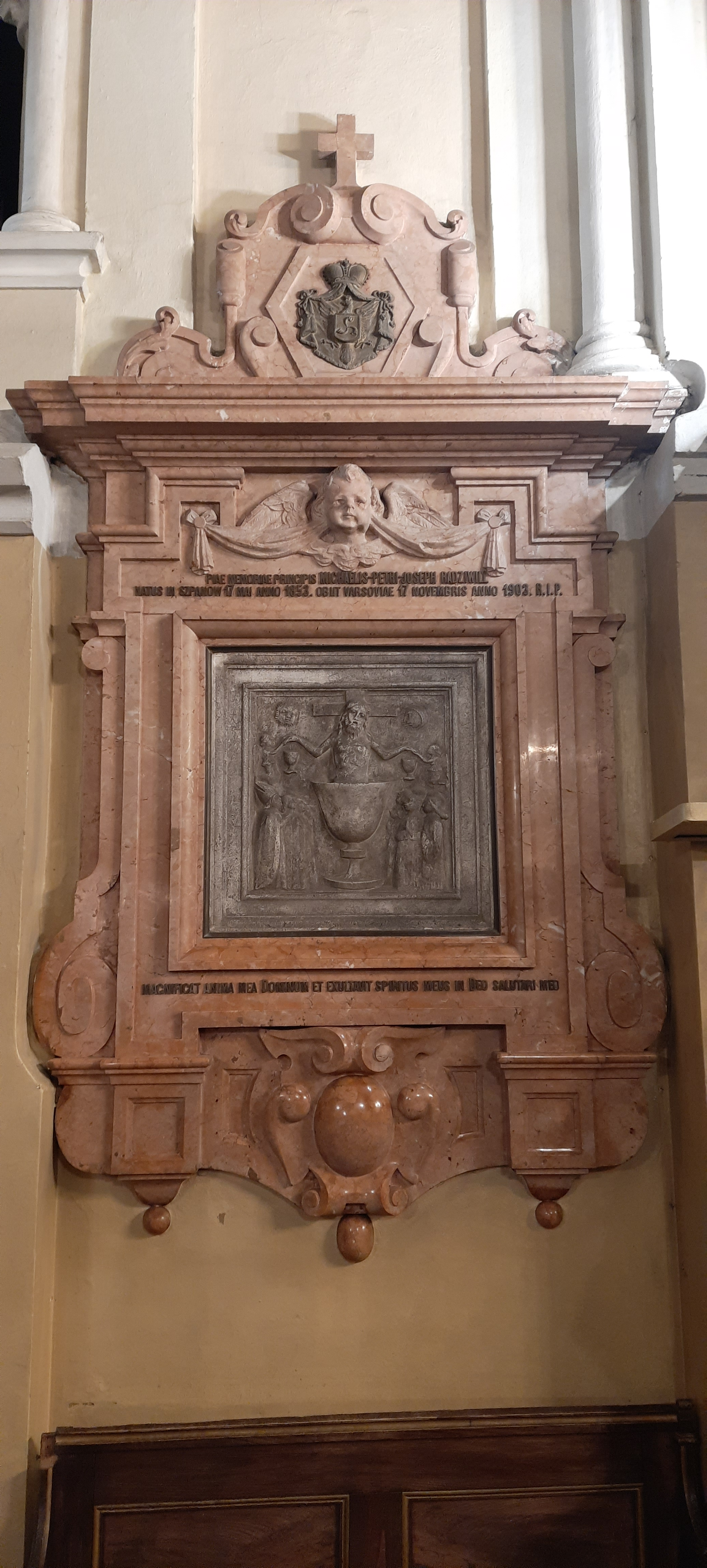
Tablica epitafijna Nieborów

## Życie prywatne
Od 1879 roku mąż Marii Ewy z Zawiszów.